# Hytale
Hytale was een gepland sandbox-spel van Hypixel Studios. De productie van het computerspel begon in 2015 door ontwikkelaars van de Minecraft-multiplayerserver Hypixel, met financiering en hulp van Riot Games, die de studio later in 2020 verwierf. Men verwacht het spel vanaf 2023 te publiceren voor pc, consoles en mobiele apparaten. Op 23 juni 2025 liet Hypixel Studio weten te stoppen met het ontwikkelen van het spel.

## Gameplay
Hytale biedt een procedureel gegenereerde fantasiewereld die bestaat uit blokken met verschillende vormen die zijn gerangschikt in een driedimensionaal raster, met verschillende willekeurig gegenereerde biomen, wezens en kerkers. Spelers kunnen deelnemen aan minigames die vergelijkbaar zijn met die op de Hypixel server. Spelers kunnen mods en aangepaste inhoud bouwen en delen met behulp van een reeks browsergebaseerde en in-game tools.
Hytale omvat verschillende procedureel gegenereerde gebieden van de wereld die bekend staan als "zones", bestaande uit vele biomen en mobs. Deze modus bevat gevechten in RPG-stijl en omvat dynamische ontmoetingen met eindbazen en de verkenning van kerkers. Hytale zal een op blokken gebaseerde constructie bevatten en veel verschillende wereldbewerkings- en filmische tools bevatten die spelers in de game kunnen gebruiken. Het zal een scriptsysteem bevatten waarmee spelers in-game code kunnen maken en uitvoeren, evenals een webgebaseerde toolkit voor 3D-modellering, texturen en animatie op basis van CraftStudio, die spelers kunnen gebruiken om aangepaste middelen voor de game te maken. Het spel zal zowel officiële als door spelers opgezette servers bevatten met de mogelijkheid om aangepaste functies en minigames te implementeren, waaronder player versus player (PvP)-spellen.

## Ontwikkeling
Hytale wordt ontwikkeld door Hypixel Studios voor pc, consoles en mobiele apparaten. De in Noord-Ierland gevestigde studio, geregisseerd door Aaron Donaghey, bestaat uit meer dan veertig medewerkers die zijn afgesplitst van Hypixel Inc., het bedrijf achter de ontwikkeling van de Hypixel-server in Minecraft. De ontwikkeling van Hytale is begin 2015 gestart. Het idee voor Hytale ontstond als gevolg van EULA- wijzigingen door Mojang in 2014, die servers blokkeerden van microtransacties die de gameplay beïnvloedden, wat leidde tot een daling van 85% van de inkomsten van de Hypixel-server. De ontwikkelaars realiseerden zich dat ze geen controle hadden over hun project en besloten hun eigen op zichzelf staande game te maken. Ze wilden oorspronkelijk geen voxel-gebaseerd spel maken, maar besloten dit uiteindelijk toch te doen omdat ze ervaring hadden in dat genre van de Hypixel-server in Minecraft.
Hypixel Studios financierde aanvankelijk zichzelf met inkomsten die werden gegenereerd door de Hypixel-server. De studio kreeg vervolgens steun van Riot Games, die enkele miljoenen dollars in de studio investeerde, samen met een adviesgroep met onder meer zakenlieden Dennis Fong, Rob Pardo en Peter Levine. De game werd in december 2018 aangekondigd via een trailer en werd binnen een maand meer dan 31 miljoen keer bekeken. De ontwikkelaars verklaarden oorspronkelijk dat de game in 2021 speelbaar zou zijn, maar later in juli 2021 dat als gevolg van de uitbreiding van de game tijdens de ontwikkeling, de release nu gepland was in 2023 of later.
In april 2020 werd Hypixel Studios volledig overgenomen door Riot Games.

## Ontvangst
Voorafgaand aan de release werd het spel genomineerd in de categorie 'Meest gezochte games' bij de Golden Joystick Awards 2019, maar verloor deze van Cyberpunk 2077. Het spel werd ook uitgeroepen tot het 'Meest verwachte spel' tijdens de 2021 Northern Ireland Game Awards.